# Alborz megye

Kazvin tartomány megyéinek elhelyezkedése

Alborz megye (perzsául: شهرستان البرز) Irán Kazvin tartománynak egyik keleti megyéje az ország északi részén. Északon, északkeleten és északnyugaton, nyugaton Kazvin megye, keleten Alborz tartomány, délen Ábjek megye, délnyugatról Buin-Zahrá megye határolják. Székhelye a 69 000 fős Alvand városa. Második legnagyobb városa a 41 000 fős Mohammadije. További városa még a 20 000 fős Bidesztán. A megye lakossága 182 046 fő. A megye két további kerületre oszlik: Központi kerület és Mohammadije kerület.

## Fordítás
- Ez a szócikk részben vagy egészben  az   Alborz County című angol Wikipédia-szócikk ezen változatának fordításán alapul.  Az eredeti cikk szerkesztőit annak laptörténete sorolja fel. Ez a jelzés csupán a megfogalmazás eredetét és a szerzői jogokat jelzi, nem szolgál a cikkben szereplő információk forrásmegjelöléseként.